# 李继密
李继密（9世纪—902年），唐朝末年军阀凤翔节度使李茂贞养子，本名王万弘，一作王万洪。
唐昭宗大顺年间（890年—891年），李继密为陇州刺史。景福元年（892年），李茂贞自任山南西道节度使，逐山南西道节度使杨守亮，以李继密守山南西道军部兴元。李茂贞被任为山南西道节度使，不肯受任，八月，表请李继密权知兴元府事，十一月，昭宗任命之。
二年（893年），西川节度使王建与东川留后顾彦晖有隙，李茂贞意欲拉拢顾彦晖依附自己，上奏朝廷任顾彦晖为节度使，又派李继密救顾彦晖，但王建在利州打败东川、凤翔联军，顾彦晖为了求和而与李茂贞绝交，王建撤军。同年，李继密改武定节度使。乾宁二年（895年），李茂贞再派李继密引军救顾彦晖，但最终顾彦晖仍被王建所败而自杀。
光化元年（898年），李继密再被任为山南西道节度使、权知河阳节度使观察留后、特进、检校司徒、兼御史大夫、上柱国、随郡开国子，食五百户。
后唐昭宗被宦官劫持到凤翔，天复二年（902年）八月，王建以勤王为名派王宗涤出兵五万借道于兴元，实为攻打，李继密派兵戍三泉以拒之。西川前锋将王宗播攻之不克，退保山寨，在亲吏柳修业激励下率众奋战破金牛、黑水、西县、褒城四寨，又攻马盘寨，李继密战败奔回汉中，西川军乘胜追杀至城下，王宗涤率众先登，遂克汉中，李继密被俘请降，被迁于西川军部成都，所部兵三万、骑五千都被王宗涤所得。王建说：“李继密助李茂贞作乱三辅，是唐朝的罪人，但因为他投降了，不忍杀。”复其原本姓名王万弘，不时召见。诸将侮辱他。王万弘终日纵酒，俳优艺人之流也嘲笑他。王万弘忧愤难忍，喝醉后投池水而死。